# دریاچه ایناواشیرو
دریاچهٔ ایناواشیرو (به ژاپنی: 猪苗代湖) چهارمین دریاچه ی بزرگ ژاپن است که در میانهٔ استان فوکوشیما در جنوب کوه باندای واقع شده‌است. این دریاچه را آینهٔ آسمان نیز می‌نامند. با شروع زمستان قوها به ساحل این دریاچه کوچ می‌کنند و تا بهار آنجا می‌مانند.